# Rio Bodroc
O Rio Bodroc é um rio da Romênia afluente do Rio Almaş, localizado no distrito de Arad.